# Mushin (psychologie)

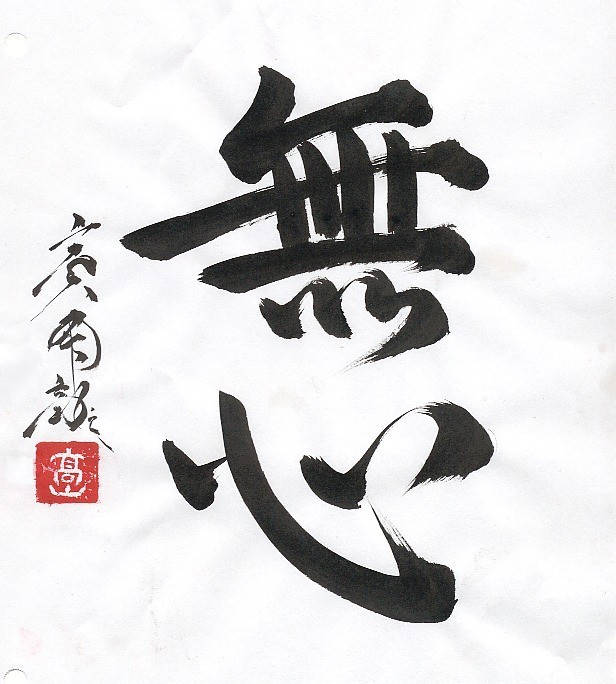
Calligraphie de Mushin

Le Mushin en japonais, ou Wuxin (無心, "pas d'esprit") en mandarin, est un état mental, ayant un caractère idéal aux yeux des méditants zens et taoïstes, ainsi qu'à ceux de pratiquants d'arts martiaux,,,,. Son intérêt porte à le faire apprécier lors des activités quotidiennes.

## Étymologie
Le terme contient le caractère de négation, "pas" ou "sans" (無), ainsi que le caractère de cœur-esprit (心). Le terme est raccourci de mushin no shin (無心の心) , une expression Zen signifiant l'esprit sans esprit et est également appelé état de «non-esprit». C'est-à-dire un esprit non fixé ou occupé par la pensée ou l'émotion et donc ouvert à tout. Il est traduit par DT Suzuki par «être libre de l'attachement à l'esprit».

## Description
Mushin est atteint lorsque l'esprit d'une personne est libre des pensées de colère, de peur ou d'ego pendant le combat ou la vie quotidienne. Il y a une absence de pensée et de jugements discursifs, de sorte que la personne est totalement libre d'agir et de réagir envers un adversaire, sans hésitation et sans perturbation par ces pensées. À ce stade, la personne ne se fie pas à ce qu'elle pense être le prochain mouvement, mais à sa réaction naturelle (ou instinct) ou à ce qui est ressenti intuitivement. Ce n'est cependant pas un état de détente, de quasi-sommeil : en quelque sorte l'esprit travaille à une vitesse élevée, mais librement, sans intention, ni plan ni direction.
Certains maîtres pensent que le mushin est l'état où une personne comprend enfin la vanité des techniques et devient vraiment libre de se déplacer. En fait, ces personnes ne se considéreront même plus comme des «combattants», mais simplement comme des êtres vivants se déplaçant dans un espace.

À la page 84 de son livre de 1979, "Zen in the Martial Arts», Joe Hyams affirme que Bruce Lee lui avait lu la citation suivante, attribuée au légendaire maître zen Takuan Sōhō : 
L'esprit doit toujours être dans l'état de «couler», car quand il s'arrête n'importe où, cela signifie que le flux est interrompu et c'est cette interruption qui nuit au bien-être de l'esprit. Dans le cas de l'épéiste, cela signifie la mort. Lorsque l'épéiste se dresse contre son adversaire, il ne doit pas penser à l'adversaire, ni à lui-même, ni aux mouvements d'épée de son ennemi. Il se tient juste là avec son épée qui, indifférente à toute technique, n'est prête qu'à obéir aux diktats du subconscient. L'homme s'est effacé en tant que porteur de l'épée. Quand il frappe, ce n'est pas l'homme mais l'épée dans la main du subconscient de l'homme qui frappe.

## Applications
Cependant, le mushin n'est pas seulement un état d'esprit qui peut être atteint pendant le combat. De nombreux adeptes des arts martiaux s'entraînent avec l'objectif d'atteindre cet état d'esprit pendant le kata afin qu'une exécution sans faille des mouvements soit apprise et puisse être répétée à tout autre moment. Une fois que le mushin est atteint grâce à la pratique ou à l'étude des arts martiaux (bien que cela puisse être accompli par d'autres pratiques qui affinent l'esprit et le corps), l'objectif est alors d'atteindre ce même niveau de conscience dans d'autres aspects de la vie du pratiquant. Le Dr Robert Akita affirme que cela l'aide à «« écouter plus attentivement ma femme et mes enfants ... surtout lorsque je ne suis pas d'accord avec eux, [et] dans mon entreprise, cela m'a aidé lorsque je suis confronté à des décisions difficiles... »

## Voir également
- Wu wei
- Zen
- Arts martiaux
- Calligraphie japonaise